# Ericaella florezi
Ericaella florezi is een spinnensoort uit de familie van de Cheiracanthiidae.
De wetenschappelijke naam van de soort werd in 2005 gepubliceerd door Bonaldo, Antonio D. Brescovit & Rheims.